# San Diego Country Estates, Kalifornien
San Diego Country Estates är en ort (CDP) i San Diego County, i delstaten Kalifornien, USA. Enligt United States Census Bureau har orten en folkmängd på 10 109 invånare (2010) och en landarea på 43,6 km².